# Thomas Dörflein
Thomas Dörflein   (Berlín, 13 d'octubre de 1963 - Berlín, 22 de setembre de 2008) va ser un guarda zoològic alemany del Jardí Zoològic de Berlín durant 26 anys. Després que el nadó d'os polar Knut fos abandonat per la seva mare poc després del seu naixement el 2006, Dörflein, que cuidava tant els llops com els ossos del zoològic, va ser assignat com a cuidador del cadell. Com a resultat de la decisió del zoològic de criar Knut a mà, i de l'estreta relació resultant entre el cuidador i l'animal, Dörflein es va convertir en una celebritat.

## Primers anys de vida i carrera
Dörflein va néixer al barri de Wedding de Berlín, però es va criar al districte de Spandau de la ciutat. Es va formar durant tres anys per convertir-se en cuidador del zoo, després dels quals va agafar feina al zoo de Berlín. Al principi va ser el responsable dels simis, els depredadors i els animals dels penya-segats del zoo, però el 1987 se'l va posar a càrrec dels ossos i llops.

## Knut
El 5 de desembre de 2006, Knut va ser trobat en una illa d'investigació i va ser traslladat al zoo de Berlín per rebre tractament. La mare dels cadells els va rebutjar per motius desconeguts, abandonant-los en una roca del recinte de l'ós polar. Els cuidadors del zoo van rescatar els cadells traient-los del recinte amb una xarxa de pesca estesa, però el germà de Knut va morir d'una infecció quatre dies després. Només de la mida d'un conill porquí, Knut va passar els primers 44 dies de la seva vida en una incubadora abans que Dörflein comencés a criar el cadell.

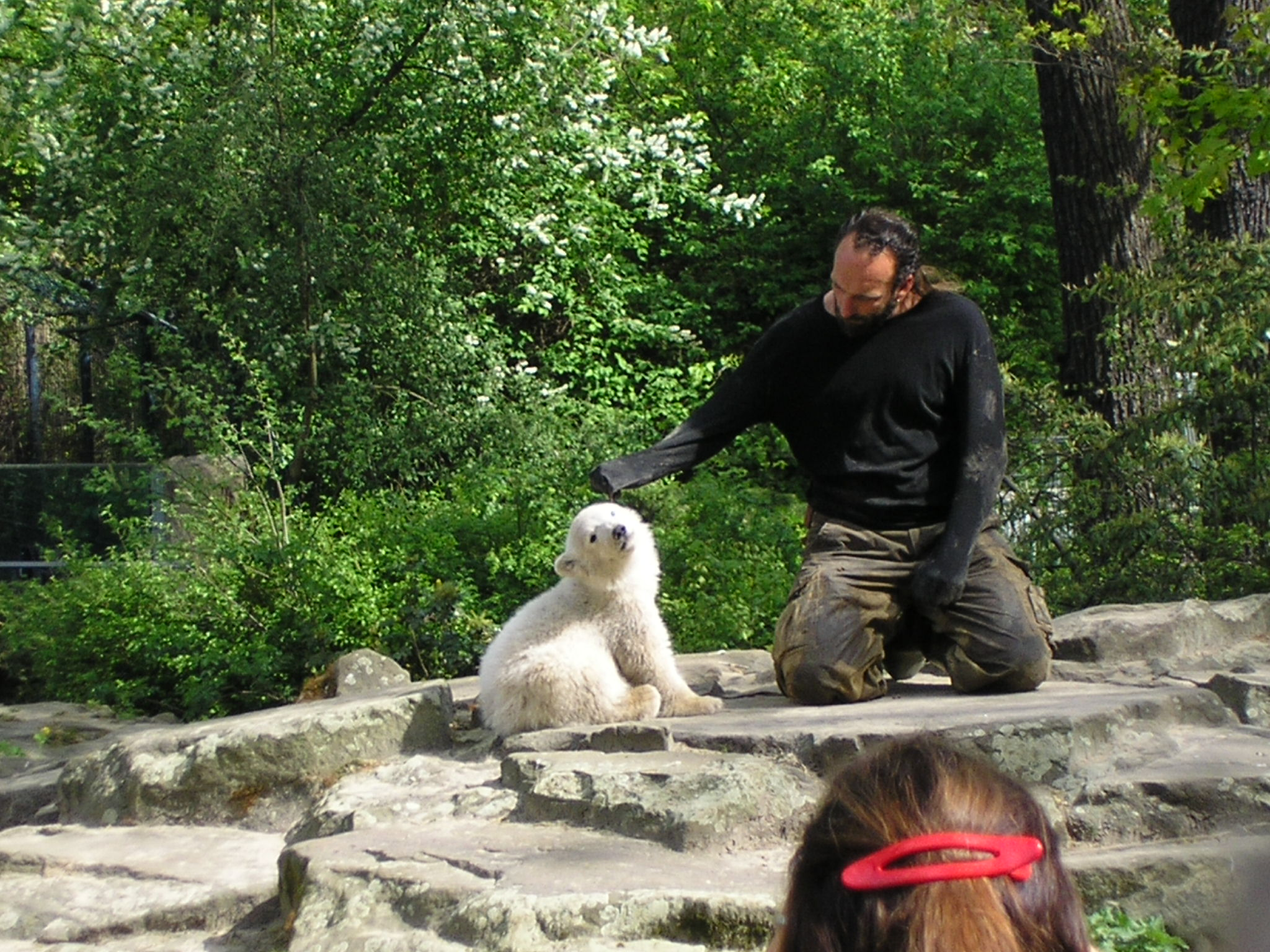
Dörflein amb Knut l'abril de 2007

La necessitat d'atenció de Knut durant les 24 hores del dia requeria que Dörflein dormia en un matalàs al costat de la caixa de dormir de Knut a la nit i jugués, es banyés i alimentava el cadell diàriament. La dieta de Knut va començar amb una ampolla de fórmula per a nadons barrejada amb oli de fetge de bacallà cada dues hores, abans de graduar-se a l'edat de quatre mesos amb una farineta de llet barrejada amb menjar per a gats i vitamines. Dörflein també va acompanyar Knut en els seus espectacles d'una hora dues vegades al dia per al públic i, per tant, va aparèixer en molts vídeos i fotografies al costat del cadell. Com a resultat, Dörflein es va convertir en una celebritat menor a Alemanya. Va rebre correu de fans, i fins i tot propostes de matrimoni, tot el que el feia sentir incòmode; quan li van preguntar sobre el seu sobtat ascens a la fama, el guarda del zoo va dir: "És molt estrany per a mi".
L'octubre de 2007, Dörflein va rebre la Medalla al Mèrit de Berlín en honor a la seva cura contínua pel cadell. Uns mesos abans, els espectacles diaris de Knut i Dörflein s'havien aturat quan es va decidir que Knut s'havia fet massa gran perquè el zoològic l'acompanyés amb seguretat al recinte. Amb Knut a prop del seu primer aniversari, el seu cuidador del zoològic no tenia contacte físic amb l'ós.

## Mort

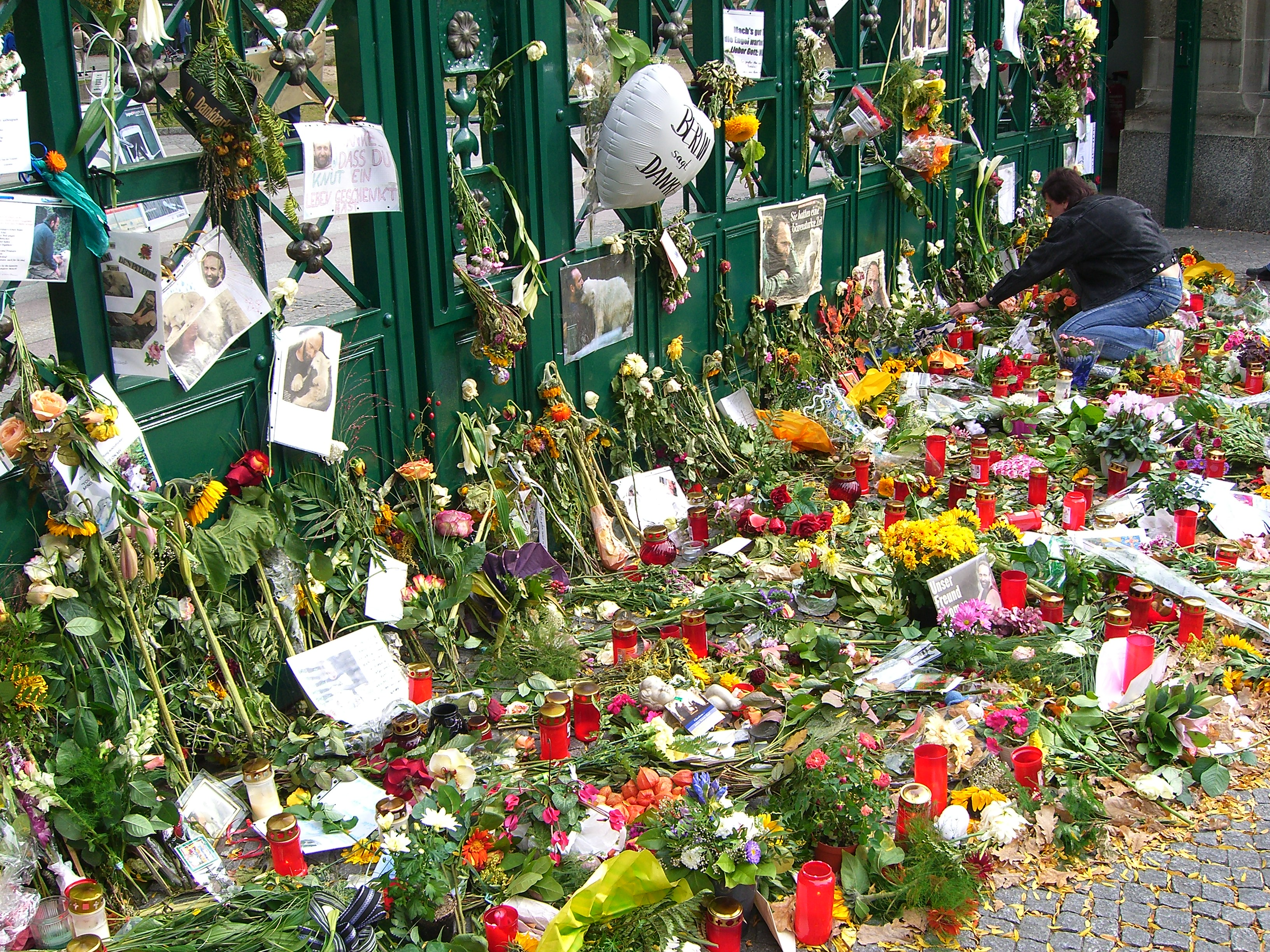
Flors i condol a l'entrada del Zoo després de la mort de Dörflein

Dörflein va morir sobtadament a Berlín als 44 anys d'un atac de cor el 22 de setembre de 2008. Dörflein feia temps que estava greument malalt, i recentment havia pres un temps de la feina després d'haver estat diagnosticat amb càncer de bufeta; segons els informes, havia entrat en remissió. Li van sobreviure una fillastra, un fill, la seva xicota i el seu fill petit.
El diari de Berlín BZ va escriure sobre Dörflein: "Tothom volia ser com [ell] ... no només es preocupava per Knut; va alimentar el nostre desig de veure l'harmonia entre l'home i la bèstia". El zoo de Berlín, on Dörflein va estar treballant durant 26 anys, va emetre un comunicat oficial que va qualificar la mort de tràgica i una "gran pèrdua". El grup d'Amics del Zoo de Berlín va declarar: "Amb la mort de Thomas Dörflein, el zoo ha perdut un zookeeper molt dedicat que tenia una gran passió per la seva feina i la seva vocació". La declaració va continuar assenyalant com Dörflein va tenir un paper decisiu en convertir Berlín "en una atracció sensacional amb el cadell d'ós polar". El biòleg del zoològic Heiner Klös va afegir: "Estic sorprès per la mort del meu millor zoològic, un home que ho va donar tot pels seus animals".
El gener de 2009, Dörflein va rebre el premi honorífic pòstum de BZ per haver portat alegria a Berlín gràcies a la seva relació amb Knut. El zoo va establir un premi per als cuidadors del zoo més destacats en honor de Dörflein. El primer premi Thomas Dörflein, que inclou un premi en metàl·lic de 1.000 € i un trofeu, es va atorgar el juny de 2009. Knut el va succeir a la mort el 19 de març de 2011 després d'ensorrar-se al seu recinte, a l'edat de quatre anys. El 5 de desembre de 2011, es va inaugurar un monument dedicat a Knut prop de la tomba de Dörflein a Spandau, en el que hauria estat el cinquè aniversari de l'ós.